# Lev Jakovlevič Karpov
Lev Jakovlevič Karpov (Kiev, 18 aprile 1879 – Mosca, 6 gennaio 1921) è stato un rivoluzionario e chimico russo.

## Biografia
Aderì nel 1898 al movimento di lotta per l'emancipazione delle classi lavoratrici. Nel 1900 fu tra i fondatori a Voronež dell'Unione dei lavoratori del Nord. Nel 1903 il comitato centrale del Partito Operaio Socialdemocratico Russo gli affidò il compito di organizzare e dirigere a Samara la sezione orientale del partito.
Nel 1904 entrò a far parte del comitato centrale e fu messo a capo della sezione meridionale del partito a Kiev. Nel dicembre del 1905 partecipò all'insurrezione di Mosca e dall'agosto 1906 al maggio 1907 fu segretario della sezione moscovita del partito operaio socialdemocratico russo. Per tali attività fu arrestato più volte dalle autorità zariste.
Lev Jakovlevič Karpov fu anche tra i primi organizzatori dell'industria chimica in Unione Sovietica. Laureatosi all'Istituto tecnico imperiale di Mosca nel 1910, si specializzò in chimica industriale e dal 1911 al 1915 fu tra i primi organizzatori della produzione di trementina, cloroformio, colofonia e cloro liquefatto in Russia.
Nel 1915 diventò direttore dello stabilimento chimico Bondjužskij (Бондюжский химический завод) a Mendeleevsk, poi intitolato in suo nome, e in febbraio 1918 fu messo a capo del dipartimento di chimica del "Soviet Supremo dell'Economia Nazionale" (Vysšyj sovet narodnogo chozjajstva, VSNCh). Nello stesso anno fu tra i fondatori del laboratorio chimico centrale del VSNKH a Mosca, che poi diventò il Karpov Institute of Physical Chemistry, ancora oggi esistente.
Morì a Mosca all'età di 42 anni e fu sepolto sulla piazza Rossa nella necropoli delle mura del Cremlino.